# Riksdagens kristna grupp
Riksdagens kristna grupp är den äldsta tvärpolitiska gruppen i riksdagen, och bildades 1904.

## Verksamhet
Varje onsdag samlas gruppen för andakt i ett rum som ställs i ordning åt dem i riksdagshuset. Det håller också seminarier och studiecirklar om den kristna tron, med bland annat domkyrkoförsamlingen i Sankta Clara kyrka.

## Historia
Redan 1888 började två kristna riksdagsmän samlas för att prata om sin tro. Gruppen växte och hade snart över 30 deltagare. Gruppen blev en förening med stadgar och protokoll, och kom att kallas Torsdagsgruppen eftersom de träffades den dagen. 1904 bildades en annan kristen grupp med mer politiska mål, Riksdagsgruppen för främjande av kristlig livsåskådning (KLG). Gruppen bytte namn 1944 till Riksdagens kristna grupp. 1988 lades Torsdagsgruppen ned, efter att de firat hundraårsjubileum. Detta för att man inte ville få en konflikt mellan grupperna; därför lades alltså den ena ner. Riksdagens kristna grupp firade 100-årsjubileum 2004 med en högtid i Andrakammarsalen med riksdagskören och tal av Krister Andersson från Svenska Missionskyrkan, Karl-Erik Nylund från Svenska kyrkan och talman Björn von Sydow.

## Politiska frågor/ konflikter
En stor konflikt inom gruppen var mellan frikyrkliga och statskyrkliga. Frågan handlade om huruvida Sverige skulle ha statskyrka eller ej. Konflikten fanns också mellan Socialdemokraterna, som var i minoritet, och borgerligheten. Medan Socialdemokraterna ansåg att ekonomisk fördelning var en kristen fråga, ville borgarna koncentrera sig på värderings- och etiska frågor, vilka man ansåg viktigare.

## Lösningen på konflikterna
Vid 1974 års ordförandeval ställdes frågan på sin spets. Valde man Linnea Hörlén skulle gruppen bli en rent religiös opolitisk andaktsgrupp, valde man Sven Johansson skulle gruppen fortsätta att försöka påverka politiken "i kristen anda". De två fick 39 röster var och biskop Ingmar Ström fick dra lott. Linnea Hörlén vann och därefter tonade gruppen ned sin påverkan av politiken.

## Ordförande
- 1957–1970: Eric Nelander (FP)
- 1974: Linnea Hörlén (FP)
- 1988–1991: Lars Ernestam (FP)
- 1994–1998: Erling Bager (FP)
- 2002–2006: Annelie Enochson (KD)
- 2011–2013: Elisabeth Svantesson (M)[1]
- 2014–2015: Christer Engelhardt (S)[2]
- 2018–2023: Daniel Bäckström (C)
- 2023– : Kjell-Arne Ottosson (KD)[3]

## Kaplaner
- 2004–2008: Hakon Långström (Svenska kyrkan).
- 2006-2012: Carl-Erik Sahlberg (Svenska kyrkan).[4]
- 2013–:Niklas Piensoho (Pingstkyrkan).[5]
- 2015–2022: Gita Andersson (Svenska kyrkan)
- 2022–: Mia Ström (EFS)